# Off label-förskrivning
Termen off label-förskrivning (från engelskans off label-prescription) innebär att ett läkemedel förskrivs av läkare till en patient vid en indikation som läkemedlet inte är godkänt för att behandla (de indikationer som inte anges i FASS). Det är dock sällan fråga om off label-förskrivning då ett generiskt preparat byts ut mot det originalpreparat som angetts på receptet.
Vissa läkemedel är inte godkända för många av de indikationer de förskrivs för i praktiken. Exempelvis antiepileptika är sällan godkända av Läkemedelsverket för behandling av psykiska sjukdomar men används ändå praktiskt mot flera av dessa tillstånd, ett annat exempel är centralstimulanta mot ADHD som kan förskrivas vid extrema fall av kroniskt trötthetssyndrom.
Andra fall av off label-förskrivning kan gälla läkemedel som förskrivs till exempelvis en ungdom trots att läkemedlet i fråga inte är godkänt för detta ändamål.
Vid off label-förskrivning måste läkaren ange "Sic!" på receptet, vilket står för "så är meningen". Med detta tar läkaren ensam på sig ansvaret för behandlingen.